# Kamalia
Kamalia är en stad i distriktet Toba Tek Singh i den pakistanska provinsen Punjab. Folkmängden uppgick till cirka 135 000 invånare vid folkräkningen 2017.